# Go-En'yu
Keizer Go-En'yū (後円融天皇, Go-En'yū-tennō, 11 januari 1359 – 6 juni 1393) was de 5e troonpretendent van het keizerlijke hof van Japan. Hij regeerde namens het Ashikaga-shogunaat vanuit het noordelijke hof, van 9 april 1371 tot 24 mei 1382.
Go-En'yū was vernoemd naar de voormalige keizer En'yū. Het voorvoegsel go- (後), kan worden vertaald als “later” of “tweede”, waardoor zijn naam vrij vertaald “En'yū de tweede” betekent. Zijn persoonlijke naam (imina) was Ohito (緒仁). Hij was de tweede zoon van Go-Kogon.
De keuze van Go-Kōgon om zijn zoon Go-En'yū tot kroonprins te benoemen stuitte op verzet bij de voormalige troonpretendent Suko. Dankzij steun van Hosokawa Yoriyuki, die de macht had over het shogunaat, kon Go-Kogon toch troonpretendent worden. Go-Kōgon regeerde nog wel door voor zijn zoon als Insei-keizer, en de ware macht in het land lag bij het shogunaat. Na Go-Kōgons dood in 1374 kon Go-En’yu zonder steun van zijn vader regeren. In 1368 werd Ashikaga Yoshimitsu shogun en bracht meer stabiliteit aan het keizerlijk hof.
In 1382 trad Go-En'yū af ten gunste van zijn zoon, Go-Komatsu, en werd zelf Insei-keizer. Maar ook in deze positie had hij weinig tot geen macht vanwege het shogunaat. Hij ondernam een opstand tegen het shogunaat, maar die haalde niks uit.
Go-En'yū stierf op 34-jarige leeftijd.
* Regent Jingu staat niet op de traditionele lijst.